# Ford Motor Company of Australia

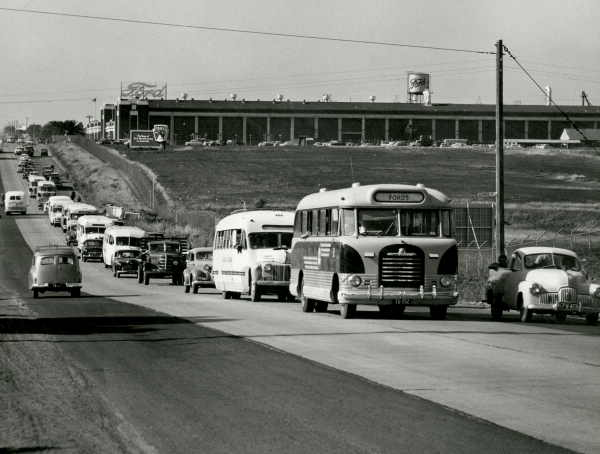
Завод Ford в Норлэйне, 1957 год.

Ford Australia, Ford Motor Company of Australia Ltd. (рус. Форд Австралия) — австралийская дочерняя компания Ford Motor Company основанная в 1925 году в Джелонге (англ. Geelong), штат Виктория, как представительство Ford Motor Company of Canada Limited. В то время Форд Канада (англ. Ford Canada) уже была отдельной компанией от Форд США (англ. Ford USA).
Юридическая форма компании по законодательству Австралии — Limited (Limited company, Ltd.), что соответствует форме Закрытого акционерного общества (ЗАО) по российскому законодательству.
Генри Форд предоставил права на производство автомобилей марки Ford в странах Британской империи (англ. British Empire) (позднее Содружество наций (англ. Commonwealth of Nations)), за исключением Великобритании, инвесторам из Канады.
Первой моделью, выпущенной Ford Australia, была Ford Model T, собираемая по технологии CKD из комплектов, поставляемых Ford Canada. Несмотря на это, в более позднее время компания стала известной благодаря производству модели Falcon, изначально американской модели, представленной в Австралии в 1960 году, и адаптированной под австралийские требования и дорожные условия. С момента представления Ford XA Falcon в 1972 году, модель стала полностью разрабатываться в Австралии. Также производится самостоятельная полноприводная версия — Ford Territory.
Ford Australia — единственный автопроизводитель Австралии, производящий двигатели большого объёма собственной разработки.

## История

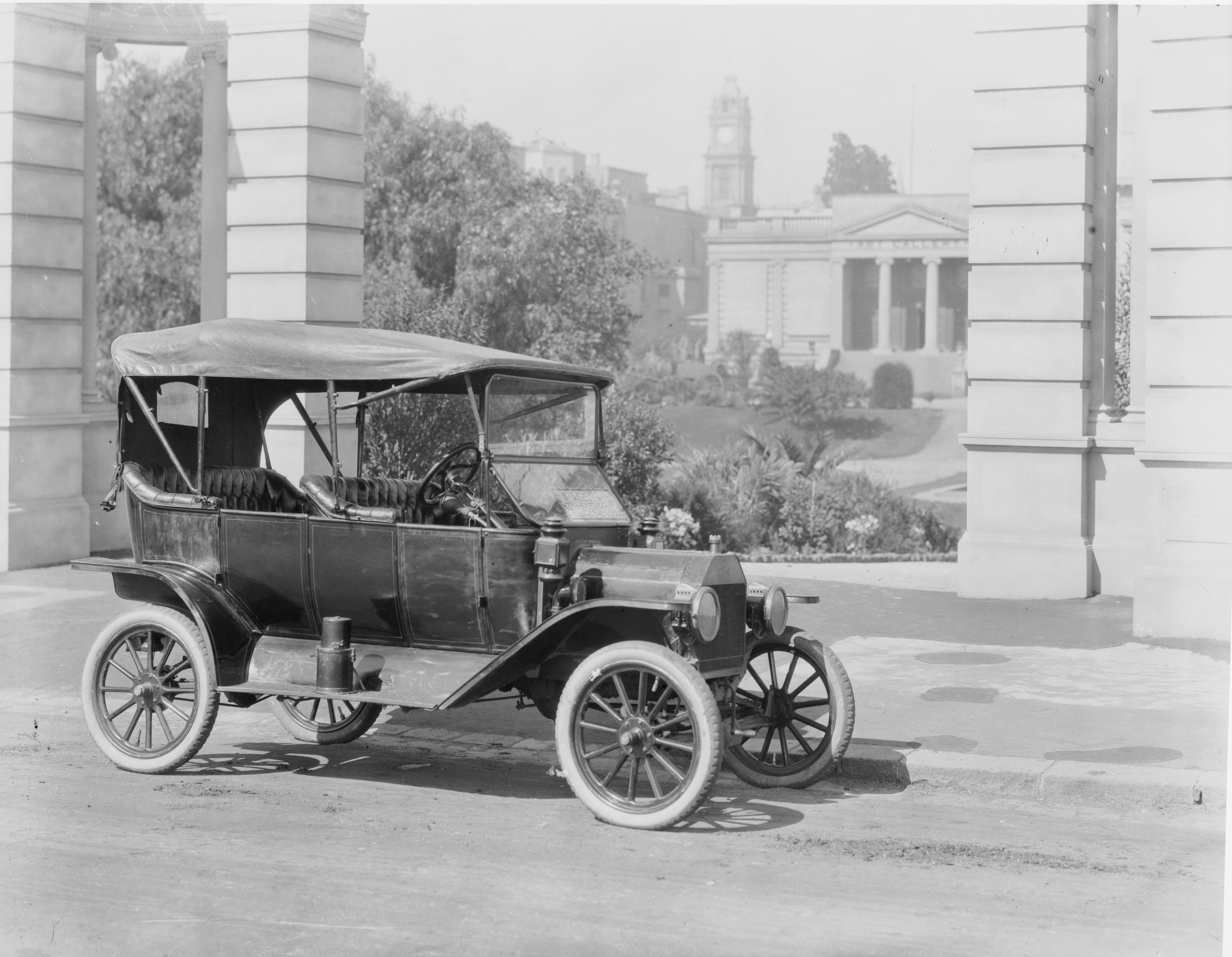
Автомобиль Ford Model T возле библиотеки в Джелонге, 1925 год.

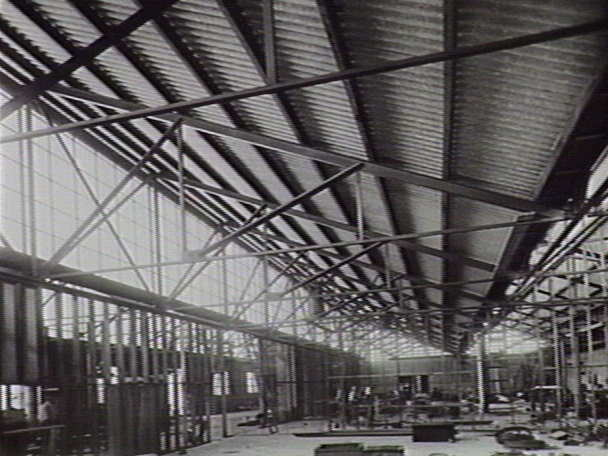
Завод Ford в Австралии во время строительства в Джелонге, 1926 год.

31 марта 1925 года Ford Motor Company объявила, что её австралийская штаб-квартира будет расположена в Джелонге. В рамках этого процесса было создано две компании: Ford Manufacturing Company of Australia и Ford Motor Company of Australia. Они работали как единая организация, главным менеджером которой был Герберт Френч (англ. Herbert French). Первой произведенной в Австралии моделью Ford была «Model T», сошедшая с модернизированной производственной линии заброшенной фабрики шерсти в Джелонге в июне 1925 года. В то же время начались работы по созданию завода в ближайшем пригороде Норлейн (англ. Norlane). В 1928 году завод перешёл на Ford Model A, затем на Ford V8 (Ford Model B (1932)) в 1932 году.
В 1934 году компания представила первую в мире модель с кузовом «coupe utility» (Ют). Инвестором проекта выступил фордовский инженер Льюис Банд (англ. Lewis Bandt). Во время Великой депрессии банки не предоставляли кредиты фермерам на приобретение легковых автомобилей, считая, что они необоснованно роскошны. Однако, они одалживали деньги на приобретение «рабочих» автомобилей. Кузов «coupe utility» полностью удовлетворял нужды фермеров иметь «рабочую лошадку», которую также можно было использовать для того, чтобы «…возить жену в церковь по воскресеньям и свиней на рынок по понедельникам».
В 1956 году Ford Australia приобрела большой участок земли в северном пригороде Мельбурна, Броудмидоус (англ. Broadmeadows), а в июле 1961 года объявила, что новый завод в Мельбурне станет штаб-квартирой компании. Инвестиции в этот завод составили $31 млн., а мощность 50-90 тыс. автомобилей.
История Ford в Австралии началась задолго до открытия австралийского представительства и производства в 1925 году. В 1904 году в страну был импортирован первый автомобиль Ford — Model A, таким образом начались продажи Ford в Австралии.
23 мая 2013 года компания анонсировала закрытие завода двигателей в Бродмидоуз и дальнейшее сворачивание производства с полным закрытием всех производств «Форд» в Австралии к 2016 году.

## Современное состояние

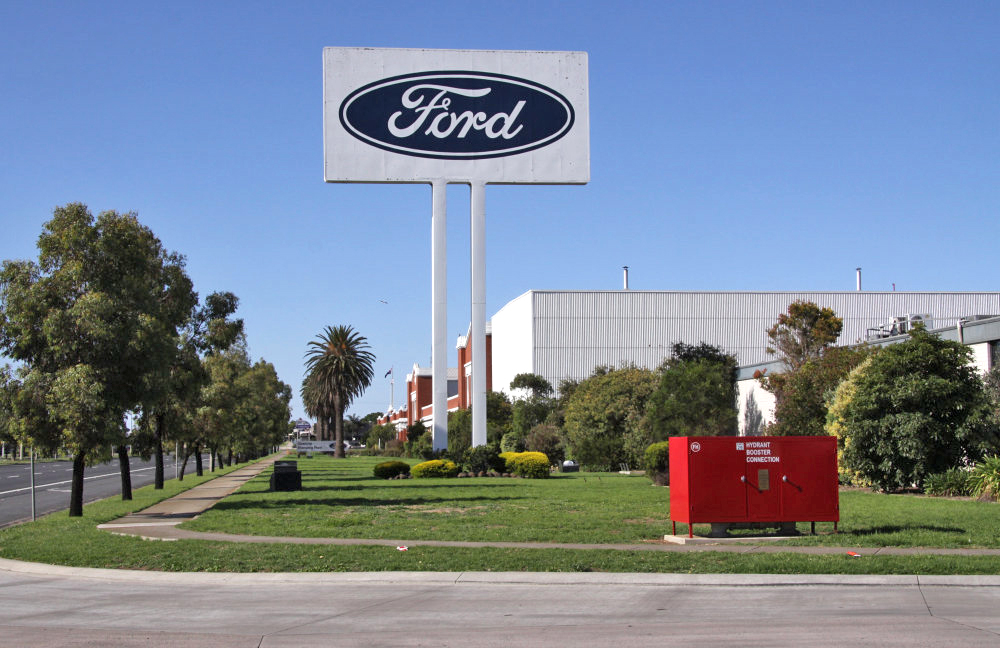
Штамповочный цех Ford в Джелонге.

### Расположение
В настоящее время у компании Ford в Австралии два основных завода, оба расположены в штате Виктория: в Норлейне (пригород Джелонга) и Бродмидоус (северный пригород Мельбурна). По состоянию на 2006 год на этих предприятиях в совокупности работало более 5000 человек. Ранее компания Ford владела ещё несколькими заводами в Австралии, которые на данный момент закрыты.
Количество дилеров в 2006 году составляло около 220. Ford Discovery Centre — музей истории Ford Australia, также расположен в Джелонге.
Ford Australia также служит одним из пяти мировых региональных центров разработки продукции Ford, специализирующийся на Азиатско-Тихоокеанском и Африканском регионах. Продукты запущенные до настоящего времени включают: Ford Ikon и Fiesta в Индии, Ford Bantum ute и Ikon (переименованная Fiesta) в южной Африке. Будущие проекты включают в себя разработку всемирного легкого грузовика (LCV).

### Руководство
Высшая управленческая должность Ford Australia — президент и генеральный директор (CEO). В разное время её занимали:
- до 1 ноября 2010 года: Мэрин Барела (англ. Marin Burela), который позже этого стал главой СП Ford в Сиане (англ. Changan), Китай[8];
- с 1 ноября 2010 года: Роберт Грациано (англ. Robert Graziano).

### Показатели деятельности
Чистая прибыль Ford Australia в 2009 году составила $13 млн, что обозначило восстановление компании после $274 млн. убытков нескольких предыдущих лет. Выручка от реализации Ford Australia за тот же период составила $3.14 млрд, что на $160 млн меньше, чем в 2008 году. На финансовые результаты компании сильное влияние оказал мировой экономический кризис, начавшийся в 2008 году. В 2010 году чистая прибыль (англ. net after-tax profit) Ford Australia составила $24.9 млн.
Реализация Ford Australia (Австралия и Новая Зеландия):
- 2005 год: 129,140 шт[11].
- 2006 год: нет данных.
- 2007 год: нет данных.
- 2008 год: нет данных.
- 2009 год: 99,279 шт.
- 2010 год: 98,941 шт.

## Модельный ряд
Ford Australia начала со сборки Model T. По мере представления новых моделей Ford, их стали собирать и в Австралии. Во время Второй мировой войны Ford Australia прекратила выпуск автомобилей и начала выпуск военной продукции для поддержки военных действий.
После Второй мировой войны Ford Australia возобновила сборку импортируемых моделей Ford. Первоначально, осуществлялась сборка исходно великобританской модели Ford Pilot. Затем целый ряд британских автомобилей: Prefect, Consul, Zephyr/Zodiac. Также собирался канадский Ford V8.
Хетчбэки
Модель Laser производилась на заводе Ford в Хомбуше (англ. Homebush), западном пригороде Сиднея, с 1981 до сентября 1994 года, когда завод был закрыт. После этого Laser стали полностью импортировать из Японии. На смену модели Laser пришла модель Focus европейского образца в 2002 году. В настоящее время она предлагается также в кузовах седан и хетчбэк с двигателями объёмом 2.0 л., являясь одним из лидеров рынка. Модель Fiesta, позиционирующаяся как продукт «немецкой инженерии», также достаточно хорошо продается.
Среднеразмерные
Среднеразмерные автомобили Ford, собираемые в Австралии, включали модели Anglia, Escort и Cortina из Великобритании. Они были адаптированы для австралийского рынка. Например: с 1972 года Cortina была доступна с 3.3 л. или 4.1 л. шестицилиндровыми двигателями, а Escort предлагался во всех комплектациях с 2.0 л. двигателем от Cortina. В 1977 году из-за недостатка мощностей сборка Cortina Wagon (универсал) была налажена на заводе Renault (в настоящее время он закрыт).
Модель Cortina была заменена на Ford Telstar, основанном на платформе Mazda, которая изначально собиралась в Австралии. В 1989 году на смену Telstar пришла модель Ford Corsair, на производственной базе Nissan, также собираемая в Австралии. Когда Nissan прекратил производственную деятельность в Австралии в 1992 году, импорт Telstar вернулся к своим прежним показателям. В 1995 году от модели Telstar отказались в пользу Mondeo, импортируемого из Бельгии.
Ford Australia отказалась от Mondeo в 2001 году, аргументируя это тем, что в то время занимаемый им сегмент рынка находился на спаде. Однако в 2007 году было объявлено, что в Австралии будет представлен новый Mondeo четвёртого поколения (Mk IV).
Большие семейные автомобили
Североамериканский Ford Falcon начали собирать в Австралии в 1960 году. Австралийский и американский модельные ряды Ford разделились в середине 1960-х годов, когда продукция Ford США доказала своё несоответствие желаниям и требованиям австралийских потребителей. На самом деле первоначальному Falcon требовалась всесторонняя переработка, помимо стандартной адаптации к левостороннему движению в Австралии. С момента выхода на австралийский рынок Falcon доказывает своё звание самой популярной модели Ford в Австралии.
Ford Australia произведено более 3 млн автомобилей с 1960 по 2016 год, и он много раз возглавлял различные рейтинги продаж. Последнее поколение модели Falcon состояло из седана и варианта с «рабочим» кузовом (англ. utility body styles), хотя в прошлом были кузова фургон, универсал и хардтоп (англ. hardtop). Falcon преобладает в качестве автомобилей такси в Австралии и Новой Зеландии, наряду с родственной моделью Ford Fairlane, и широко используется как полицейский автомобиль, особенно в доработанном варианте (англ. performance variant).
Кроссоверы (SUV)
С 2004 по 2016 год Ford Territory производился на том же заводе и платформе, что и Falcon. Territory регулярно становился самым популярным автомобилем в классе SUV в Австралии с момента его представления.
Модельный ряд Ford Australia
Легковые автомобили:
- Ford Fiesta
- Ford Focus
- Ford Mondeo
- Ford Mustang

Кроссоверы, SUV:
- Ford EcoSport
- Ford Escape
- Ford Endura
- Ford Everest

Коммерческие:
- Ford Ranger
- Ford Transit Custom
- Ford Transit